# تورت کول (شهرستان تونگ)
تورت کول (به لاتین: Tört-Kül) یک روستا در قرقیزستان است که در شهرستان تونگ واقع شده‌است. تورت کول ۳٬۲۱۵ نفر جمعیت دارد و ۱٬۷۹۶ متر بالاتر از سطح دریا واقع شده‌است.